# Лебедєв Дмитро Васильович
Дмитро Васильович Лебедєв (нар. 31 серпня 1941 у м. Кіровабад) — доктор технічних наук, провідний науковий співробітник відділу інтелектуальних автоматичних систем МННЦ інформаційних технологій і систем.
Переможець у віковій категорії за 75 років Чиказького міжнародного марафону (2017), Берлінського марафону (2021).

## Життєпис
Народився 31 серпня 1941 року у м. Кіровабад (нині Ґянджа), Азербайджан.
У 1965 році закінчив Ленінградський інститут авіаційного приладобудування.
У 1965–97 працював в Інституті кібернетики НАНУ; від 1997 — у МННЦ інформаційних технологій і систем НАН України та МОН України, У 1997–2018 був завідувачем лабораторії (відділу) процесів керування рухомими об'єктами.
Основні напрями наукової діяльності – інформаційне забезпечення та системи керування сучасних і перспективних рухомих об'єктів.

## Родина
Син Олег Лебедєв, супермарафонець, послідовник Шрі Чинмоя.

## Праці
- Системы инерциального управления. Алгоритмические аспекты. К., 1991 (співавт.)
- Автономный мобильный робот: навигация и стабилизация движения // Проблемы управления и информатики. 1999. № 6
- К стабилизации движения одного класса нелинейных систем // Проблемы управления и информатики, 2002. № 1
- Навигация и управление ориентацией малых космических аппаратов. К., 2006 (співавт.)
- Control Systems – Theory and Applications [Архівовано 5 січня 2022 у Wayback Machine.]. Edited by Vsevolod Kuntsevich, Vyacheslav Gubarev[2], Yuriy Kondratenko[3], Dmytro Lebedev and Vitalii Lysenko / River Publishers Series in Automation, Control, and Robotics

## Спортивні досягнення
361 892 Дмитрий Лебедев Ukraine Киев 1:41:43